# Star Prairie
Star Prairie és una població dels Estats Units a l'estat de Wisconsin. Segons el cens del 2000 tenia 574 habitants 212 habitatges, i 145 famílies. La densitat de població era de 105,5 habitants per km².